# Océane Avocat Gros
Océane Avocat Gros (* 23. April 1997 in Sallanches) ist eine ehemalige französische Skispringerin.

## Werdegang
Gros startete, nachdem sie erst 2010 ihren ersten Sprung auf Skiern in Contamines absolvierte und das Skigymnasium in Moutiers besuchte, im Februar 2012 bei einem FIS-Juniorenspringen in Kranj erstmals international und erreichte einen guten zehnten Platz. Wenige Wochen später wurde sie französische Juniorenmeisterin. Ab August 2012 bekam sie einen Startplatz im Skisprung-Alpencup, in dem sie bereits ab dem ersten Springen unter die besten 20 sprang. Gemeinsam mit ihren Teamkolleginnen Coline Mattel, Léa Lemare und Julia Clair gewann Gros bei den Nordischen Junioren-Skiweltmeisterschaften 2013 in Liberec die Silbermedaille im Mannschaftsspringen von der Normalschanze. Zuvor erreichte sie im Einzelspringen Rang 33. Beim folgenden Europäischen Olympischen Winter-Jugendfestival 2013 in Râșnov sprang sie im Einzel auf Platz zehn.
Am 12. Dezember 2014 startete Gros erstmals im Skisprung-Continental-Cup. Bereits in ihrem dritten Springen in Falun landete sie innerhalb der Punkteränge. Bei den Nordischen Junioren-Skiweltmeisterschaften 2015 in Almaty wurde sie 22. des Einzelspringens. Bei den beiden FIS-Cup-Springen in Hinterzarten im Februar und auch im Alpencup in Chaux-Neuve im März erreichte sie viermal die Top 10. Im August 2015 startete Gros in Courchevel erstmals im Skisprung-Grand-Prix. Als 38. verpasste sie die Punkteränge.
Am 2. Dezember 2016 wurde sie im norwegischen Lillehammer erstmals im Weltcup eingesetzt und gewann als 26. auf Anhieb ihre ersten fünf Weltcuppunkte. Ihr bisher bestes Weltcupergebnis erzielte sie mit Platz 19 am 15. Februar 2017 im südkoreanischen Pyeongchang. Bei den Weltmeisterschaften 2019 in Seefeld in Tirol wurde sie im Einzelspringen 38. und erreichte mit der französischen Frauenmannschaft im Teamwettbewerb den siebten Rang.
Ihre besten Weltcupplatzierungen waren zwei siebte Plätze in Ljubno in den Jahren 2019 und 2021.

## Statistik

### Weltcup-Platzierungen
| Saison  | Platz | Punkte |
| ------- | ----- | ------ |
| 2016/17 | 42.   | 047    |
| 2018/19 | 43.   | 022    |
| 2019/20 | 37.   | 022    |

### Grand-Prix-Platzierungen
| Saison | Platz | Punkte |
| ------ | ----- | ------ |
| 2019   | 38.   | 007    |
| 2020   | 14.   | 018    |

### Continental-Cup-Platzierungen
| Saison  | Platz | Punkte |
| ------- | ----- | ------ |
| 2014/15 | 35.   | 042    |
| 2015/16 | 28.   | 046    |
| 2016/17 | 18.   | 080    |
| 2017/18 | 27.   | 087    |
| 2019/20 | 24.   | 132    |
| 2021/22 | 81.   | 012    |